# Итах
Итах аль-Хазари (араб. إيتاخ الخزري‎; умер в 849) — военачальник аббасидского халифа аль-Мутасима.

## Биография
Как сообщает его нисба, Итах был хазаром по происхождению и служил рабом на кухне Салама аль-Абраша аль-Хадима, где получил прозвище «ат-Таббах» (араб. الطباخ‎— «повар»), пока не был выкуплен в качестве гуляма аль-Мутасимом в 815 году. Он вскоре стал одним из старших командиров тюркской гвардии аль-Мутасима и участвовал в нескольких боях, в том числе в осаде Амория.
При аль-Мутасиме Итах служил начальником шурты (аналог военной полиции) в Аббасидской Самарре и командовал личной гвардией халифа. После прихода в 842 году к власти аль-Васика Итах стал вместе с военачальником Ашинасом одним из главных людей халифата. Аль-Васик назначил Итаха наместником в Йемене в 843 или 844 году. После кончины Ашинаса в 844 или 845 году Итах был назначен наместником в Египте, но уступил пост Харсаме ибн ан-Надру аль-Джабали. Летописи Якуби гласят, что при аль-Васике Итах управлял Великим Хорасаном, Синдом и землями на реке Тигр.
После неожиданной смерти аль-Васика в августе 847 года Итах был назначен одним из важнейших чиновников вместе с визирем Мухаммадом ибн аз-Зайятом, верховным кади Ахмадом ибн Абу Дуадом и военачальником Васифом ат-Турки, которые должны были выбрать наследника на посту халифа. Ибн аз-Зайят предложил назначить им сына усопшего, аль-Мухтади, но он был слишком молод. Совет назначил другого сына аль-Мутасима, 26-летнего Джафара, который стал халифом аль-Мутаваккилем. Новый халиф решил избавиться от слуг отца, которые управляли всем халифатом. Первой мишенью стал визирь Ибн аз-Зайят, которого аль-Мутаваккиль не уважал за его прошлое. 22 сентября 847 года он отправил Итаха с посланием к Ибн аз-Зайяту с просьбой явиться на встречу. Визиря привели в дом Итаха, где Итах посадил того под домашний арест и вскоре запытал до смерти, отобрав личную собственность. Это был апогей карьеры Итаха: он занимал должности хаджиба, начальника дворцовой стражи и главы барида (начальника сети шпионов).
В 848 году, однако, Итаха уговорили совершить хадж и сложить полномочия, а по возвращении арестовали, отобрав всё имущество (в одном только личном доме шпионы халифа нашли миллион золотых динаров). Итах умер от жажды в тюрьме в 849 году.